# Rafael Spregelburd
Rafael Spregelburd (Buenos Aires; 3 de abril de 1970) es un actor, dramaturgo, traductor y director de escena argentino.

## Biografía
Comienza sus estudios de teatro como actor, pero al poco tiempo se dedica también a la dramaturgia. Entre sus maestros figuran el dramaturgo Mauricio Kartun y el director Ricardo Bartis. También cursó estudios de Artes Combinadas en la Facultad de Filosofía y Letras de la Universidad de Buenos Aires, carrera que abandona en 1996 para dedicarse de lleno al teatro.
A partir de 1995 se dedica también a la dirección, ocupándose de la mayoría de sus textos escritos a partir de esa fecha, y ocasionalmente de adaptaciones personales de textos de otros autores: Harold Pinter, Marius von Mayenburg, Wallace Shawn, Sarah Kane, Martin Crimp, Anthony Black, Steven Berkoff, Reto Finger.
Ha dictado clases de dramaturgia y actuación en la Universidad de Antioquia, en la UNAM, las Universidades Nacionales de Rosario, Tucumán y Córdoba, la Casa de América de Madrid, el Centro Andaluz de Teatro de Sevilla, L'Ecole des Maîtres (Udine, Coímbra, Liege, Reims), entre otros.
Fue autor comisionado del Deutsches Schauspielhaus de Hamburgo, el Royal Court Theatre de Londres, la Schaubühne de Berlín, el Schaupielfrankfurt, el Nationaltheater Mannheim, el Badisches Staatstheater de Karlsruhe, entre otros. Sus obras han sido estrenadas en el Théâtre de Chaillot (París), Studio 66 (Vancouver), Teatro Helénico (México DF), Teatro Solís (Montevideo), Münchner Kammerspiele (Múnich), Teatro Angelo Mai (Roma), Kosmos Theater (Viena), Basler Theater (Basel), Luzerner Theater (Luzern), Théâtre de l'Orangerie (Ginebra), Théâtre de Marigny de París, Napoli Teatro Festival, Festival delle Colline Torinesi, entre muchos otros.
En cine, ha protagonizado los filmes El hombre de al lado (de Duprat y Cohn, 2010), Agua y sal (de Alejo Taube, 2010), Dígame (Josephine Frydetzki, 2011), Las mujeres llegan tarde (de Marcela Balza, 2011), Cornelia frente al espejo (de Daniel Rosenfeld, 2011), El crítico (de Hernán Guerschuny, 2012), El escarabajo de oro (de Alejo Moguillansky, 2012), Días de Vinilo (de Gabriel Nesci, 2012), La ronda (Inés Braun, 2008), Cómo funcionan casi todas las cosas (Fernando Salem, 2014) y Floresta (de Javier Olivera y Rafael Spregelburd, 2007), y ha participado también en Música en espera (Hernán Goldfrid), Animalada (Sergio Bizzio), Matrimonio (Carlos Jaureguialzo), Historias extraordinarias (Mariano Llinás), La flor (Mariano Llinás, 2014), Una noche de amor (2016), Zama (2016), Los perros (2017), Numb, at the Edge of the End-El último hombre (2017), Ni héroe, ni traidor (2018), Sin rodeos (2018), Baldío (2018), La otra piel (2018), Cetáceos (Percia, 2018) Los adoptantes, La estrella roja (2019), y Weekends (2019).
Sus obras están traducidas al inglés, alemán, francés, italiano, portugués, polaco, checo, ruso, griego, eslovaco, catalán, neerlandés, croata, turco y sueco. Es publicado en Argentina, México, Venezuela, Francia, Italia, Alemania y República Checa.[cita requerida] Su suegro es el pintor y escritor Eduardo del Estal.
Recibió el Premio Konex 2004 en la disciplina Teatro: Quinquenio 1999-2003, en 2014 el Konex de Platino en la disciplina Teatro: Quinquenio 2009-2013 y en 2024 el Konex de Platino en la disciplina Teatro: Quinquenio 2019-2023, otorgados por la Fundación Konex. También ha sido premiado con el Tirso de Molina (España), Casa de las Américas (Cuba), en tres ocasiones con el Premio Ubu (Italia), Premio Nacional de la Argentina, Premio Municipal de la Ciudad de Buenos Aires, en varias ocasiones los Premios ACE, Trinidad Guevara, Florencio Sánchez, entre otros. En 2024 fue elegido académico de número de la Academia Argentina de Letras.

## Filmografía

### Cine
| Año  | Título                              | Papel                     | Notas                             |
| ---- | ----------------------------------- | ------------------------- | --------------------------------- |
| 2001 | Animalada                           | Ramiro                    |                                   |
| 2004 | Blue Tango in Buenos Aires          | Entrevistado              |                                   |
| 2008 | Historias extraordinarias           | Comisario Serafín         |                                   |
| 2008 | La ronda                            | Luis                      |                                   |
| 2009 | Música en espera                    | Acosta                    |                                   |
| 2009 | El hombre de al lado                | Leonardo Kachanovsky      |                                   |
| 2010 | Agua y sal                          | Javier / Biguá            |                                   |
| 2011 | Dígame                              | Esteban                   | Cortometraje                      |
| 2011 | Floresta                            | Gwyn                      | También como director y guionista |
| 2012 | Cornelia frente al espejo           | Ladrón                    |                                   |
| 2012 | Días de vinilo                      | Facundo                   |                                   |
| 2012 | Las mujeres llegan tarde            | Miguel                    |                                   |
| 2013 | Matrimonio                          | Analista                  |                                   |
| 2013 | El crítico                          | Víctor Tellez             |                                   |
| 2014 | El escarabajo de oro                | Rafael                    |                                   |
| 2015 | Abzurdah                            | Eduardo                   |                                   |
| 2015 | Cómo funcionan casi todas las cosas | Goldberg                  |                                   |
| 2015 | Refugios                            | Ricardo                   |                                   |
| 2016 | Una noche de amor                   | Tincho Martínez Bol       |                                   |
| 2016 | Finding Sofía                       | Víctor                    |                                   |
| 2016 | Maldito seas Waterfall              | Hans Gunther Flögenhoefer |                                   |
| 2017 | Los territorios                     |                           |                                   |
| 2017 | Casi leyendas                       | Policía                   |                                   |
| 2017 | Cetáceos                            | Alejandro                 |                                   |
| 2017 | Mario on tour                       | Rodi                      |                                   |
| 2017 | Los perros                          | Pedro                     |                                   |
| 2017 | El fútbol o yo                      | Martín                    |                                   |
| 2017 | Zama                                | Capitán Hipólito Parrilla |                                   |
| 2018 | Sin rodeos                          | Dante                     |                                   |
| 2018 | La flor                             | Spider                    |                                   |
| 2018 | La otra piel                        | Octavio                   |                                   |
| 2018 | Perdida                             | Ramón Oreyana             |                                   |
| 2018 | Unidad XV, la fuga                  | John William Cooke        |                                   |
| 2019 | El último hombre                    | Gómez                     |                                   |
| 2019 | Los adoptantes                      | Leonardo                  |                                   |
| 2019 | Por el dinero                       |                           |                                   |
| 2019 | Baldío                              |                           |                                   |
| 2020 | Ni héroe ni traidor                 | Roberto                   |                                   |
| 2020 | El amor es más fácil                | Marcos                    |                                   |
| 2020 | Buenas noches Malvinas              | Narrador                  | Voz                               |
| 2021 | La estrella roja                    | Percy Foster              |                                   |
| 2021 | Cadáver exquisito                   | Lucas                     |                                   |
| 2021 | 9                                   | Óscar                     |                                   |
| 2022 | Señales que inspiran                | Juan                      | Cortometraje                      |
| 2022 | Lunáticos                           |                           |                                   |
| 2022 | Trenque Lauquen                     | Rafael                    |                                   |
| 2023 | Adiós Buenos Aires                  | Tito Godoy                |                                   |
| 2023 | Todas las cosas que llevo conmigo   | Víctor (adulto)           | Cortometraje                      |
| 2024 | El affaire Miu Miu                  |                           | Cortometraje                      |
| 2024 | Linda                               | Camilo                    |                                   |
| 2024 | Weekend                             | Él                        |                                   |
| 2025 | Mensaje en una botella              | Miguel Renard             |                                   |

### Televisión
| Año  | Título                            | Papel              | Notas                           |
| ---- | --------------------------------- | ------------------ | ------------------------------- |
| 2007 | Mi señora es una espía            | Romeo Butti        |                                 |
| 2007 | Floresta                          | Gwyn               | Película para televisión        |
| 2011 | El hombre de tu vida              | Agustín            | Episodio 6 (Temporada 1)        |
| 2011 | Televisión x la inclusión         | Horacio            | Episodio: «Esa gente»           |
| 2011 | Lunfardo argento                  | Conductor          |                                 |
| 2012 | Entre horas                       | Charly             |                                 |
| 2013 | Las huellas del secretario        | Álvaro             |                                 |
| 2013 | Tiempos compulsivos               | Sebastián          |                                 |
| 2013 | Historias de corazón              | Eduardo Estévez    | Episodio: «Sangre de mi sangre» |
| 2014 | Guapas                            | Mariano            |                                 |
| 2015 | La casa                           | Ernesto Taulet     | Episodio: «1997: Candidato»     |
| 2015 | Arquitectos, maestros del espacio | Conductor          |                                 |
| 2016 | La casa del mar                   | Sergio Domínguez   |                                 |
| 2017 | Animadores                        | Él mismo           |                                 |
| 2019 | Otros pecados                     | Rafael             | Episodio: «Cuento de invierno»  |
| 2020 | Post mortem                       | Gerardo Trueba     |                                 |
| 2021 | Victoria, psicóloga vengadora     | Mauricio Kiguel    | Episodio: «Sarah K.»            |
| 2021 | Días de gallos                    | Víctor             |                                 |
| 2022 | Último primer día                 | Hugo Fuller        |                                 |
| 2023 | División Palermo                  | Osvaldo            |                                 |
| 2023 | El jardín de bronce               | Renzo              |                                 |
| 2023 | Frágiles                          | Germán Macías      |                                 |
| 2023 | Iosi, el espía arrepentido        | Leonardo Forrester |                                 |
| 2024 | Rémoras                           | Federico Palma     |                                 |
| 2025 | El mejor infarto de mi vida       | Augusto Briganti   |                                 |

## Obra

### Obras estrenadas y publicadas
- Teatro incompleto 1: Destino de dos cosas o de tres. Cucha de almas. Remanente de invierno. La tiniebla. Entretanto las grandes urbes (edición del autor, 1995)
- Heptalogía de Hieronymus Bosch I, II y III: La inapetencia. La extravagancia. La modestia (Adriana Hidalgo, 2000; Atuel, 2009)
- Teatro argentino (Libros de Tierra Firme Ediciones, Buenos Aires, 2000) Antología de autores argentines que incluye su obra Raspando la cruz, junto a textos de Luis Loyola Cano, Daniel Veronese y Alejandro Tantanian, entre otrxs.
- Nueva Dramaturgia de Buenos Aires (Casa de América, Madrid, 2000) Antología de autores argentines que incluye su obra Cuadro de asfixia, junto a textos de Luis Loyola Cano, Federico León, Daniel Veronese, Javier Daulte y Alejandro Tantanian, entre otros.
- Fractal, una especulación científica (Libros del Rojas, 2001)
- La Escala Humana en colaboración con Javier Daulte y Alejandro Tantanian (Ediciones Teatro Vivo, 2002)
- Heptalogía de Hieronymus Bosch IV y V: La estupidez. El pánico (Atuel, 2005)
- Remanente de invierno. Canciones alegres de niños de la patria. Cuadro de asfixia. Raspando la cruz. Satánica. Un momento argentino (Losada, 2005)
- Heptalogía de Hieronyms Bosh VI: La paranoia (Atuel, 2008)
- Bizarra, una saga argentina (Entropía, 2008)
- Los verbos irregulares: Acassuso. Lúcido. Bloqueo. Buenos Aires (Colihue, 2008)
- Heptalogía de Hieronymus Bosch VII: La terquedad (Atuel, 2009)
- Todo. Apátrida, doscientos años y unos meses. Envidia (Atuel, 2011)
- A inapetência. A extravagância. A modéstia (Artistas Unidos, edición en portugués, Lisboa, 2014)
- A paranóia. A temoisia" (Artistas Unidos, edición en portugués, Lisboa, 2014)
- Panorama teatral (Interzona, Buenos Aires, 2014) Antología de autores argentinos que incluye su obra Santa Cecilia de Borja en Zaragoza, junto a textos de Dreizik, Jakob y Mendilaharzu, Lerman, Merlino y Pitrola, Loza, Moro, Muñoz y Valente. Compilador: Jorge Dubatti.
- Nuevo teatro argentino (Interzona, Buenos Aires, 2003) Antología de autores argentinos que incluye su obra Un momento argentino, junto a textos de Boris, Bovo/Tobelem, Caniglia/Federman/Kartun/Martínez Bel, Córdova, Suardi/Tantanian, Torres Molina, Veronese y Zangaro. Compilador: Jorge Dubatti.
- BAiT: Buenos Aires in Translation. 4 Plays from Argentina, (The Graduate Center, CUNY, New York, 2007). Traducción al inglés de la obra Panic en versión de Jean Graham-Jones.
- Philip Seymour Hofmann, par exemple, estrenada en Bruselas por la Compañía Transquinquennal, 2017.
- Inferno", estrenada en 2018 en el Vorarlberger Theater, Bregenz, Austria, 2017.

### Obras inéditas, estrenadas
- Moratoria (ENAD, 1994)
- Dos personas diferentes dicen hace buen tiempo (Teatro San Martín, 1995)
- Varios pares de pies sobre piso de mármol (Centro Cultural Borges, 1996)
- Motín (Centro Cultural Rojas, 1997)
- Estado (Royal Court Theatre, 1998)
- Diario de trabajo en colaboración con Matías Feldman (Centro Cultural Rojas, 1999)
- DKW (Sala Caos, 2000)
- Plan canje (Sala Caos, 2000).